# Savu

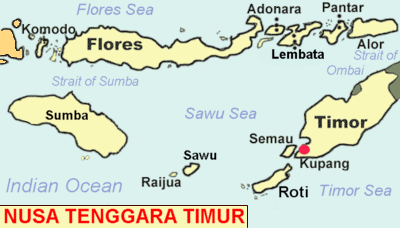
Harta insulelor din East Nusa Tenggara, inclusiv Savu.

Savu (numită și Sawu) este o insulă situată la vest de Timor, Indonezia